# Chaetophthalmus flavopilosus
Chaetophthalmus flavopilosus là một loài ruồi trong họ Tachinidae.